# 迪瑟迪克斯河
52°8′13″N 8°40′13″E / 52.13694°N 8.67028°E
迪瑟迪克斯河（德語：Düsedieksbach），是德國的河流，位於該國西部，流經北萊茵-威斯特法倫州，屬於韋勒河的左支流，河道全長4.8公里，流域面積12.4平方公里。